# Henry Scudamore
Henry Scudamore (ur. 23 marca 1707, zm. 26 lutego 1745 w Bath) – angielski arystokrata, najstarszy syn Henry’ego Somerseta, 2. księcia Beaufort, i Rachel Noel, córki 2. hrabiego Gainsborough. Starszy brat 4. księcia Beaufort.
Urodził się jako Henry Somerset. Od urodzenia nosił tytuł markiza Worcester. Po śmierci ojca w 1714 odziedziczył tytuł 3. księcia Beaufort. Po osiągnięciu pełnoletniości zasiadł w Izbie Lordów. Wykształcenie odebrał w Westminster School oraz w University College na Uniwersytecie Oksfordzkim (w latach 1720–1725). W 1729 został wysokim stewardem hrabstwa Hertford. W 1730 po tym, jak odziedziczył Holme Lacy i inne posiadłości rodziny żony, zmienił nazwisko na „Scudamore”. W 1739 był jednym z założycieli londyńskiego Founding Hospital.
28 czerwca 1729 poślubił Frances Scudamore (14 sierpnia 1711 – 16 lutego 1750), córkę Jamesa Scudamore’a, 2. wicehrabiego Scudamore, i Frances Digby, córki 4. barona Digby. Małżonkowie nie mieli razem dzieci i rozwiedli się w 1743 z powodu romansu Frances z Williamem Talbotem.
Beaufort został pochowany w Badminton w hrabstwie Gloucestershire. Tytuł książęcy odziedziczył jego młodszy brat.